# Holtsee
Holtsee es un municipio situado en el distrito de Rendsburg-Eckernförde, en el estado federado de Schleswig-Holstein (Alemania). Tiene una población estimada, a fines de 2022, de 1292 habitantes.
Está ubicado en la zona centro-este del estado, cerca de las ciudades independientes de Schleswig y Kiel.